# It's Up To You/HAPPY NAKED!!/BIG BANG
「It's Up To You/HAPPY NAKED!!/BIG BANG」（イッツ・アップ・トゥー・ユー/ハッピー・ネイキッド!!/ビッグ・バン）は、2019年6月25日にT-Palette Recordsから発売、および配信された日本の女性アイドルグループ・アップアップガールズ（仮）の通算27枚目のCDシングルである。

## 概要
- このシングルの発売後である2020年10月23日、グループが新体制に移行するにあたり、古川小夏、森咲樹、佐保明梨、新井愛瞳の4名が卒業することを発表したため[2]、この4名にとっては最後の参加シングルとなった。

## 収録曲
1. It's Up To You
作詞：おぐらあすか、作曲・編曲：古峰拓真
2. HAPPY NAKED!!
作詞：NOBE、作曲：michitomo、編曲：ENIXES / michitomo (GOLDTAIL)
3. BIG BANG
作詞：ヒワタリスツカ、作曲・編曲：COMRIZED
4. It's Up To You（Instrumental）
5. HAPPY NAKED!!（Instrumental）
6. BIG BANG（Instrumental）

## リリース日一覧
| 地域 | リリース日     | レーベル          | 規格                   | カタログ番号 |
| ---- | -------------- | ----------------- | ---------------------- | ------------ |
| 日本 | 2019年12月10日 | T-Palette Records | マキシシングル         | TPRC-0250    |
| 日本 | 2019年12月10日 | T-Palette Records | デジタル・ダウンロード | -            |